# Поссельт, Эрнст Людвиг
Эрнст Людвиг Поссельт (22 января 1763, Дюрлах — 11 июня 1804, Гейдельберг) — немецкий историк.
Родился в богатой семье маркграфа. Окончил педагогиум в родном городе и гимназию в Карлсруэ. Затем учился в университете Гёттингена, где изучал право, историю и политологию, а также древние языки, а спустя три года перешёл в Страсбургский университет, где получил степень доктора права. В 1784 году стал профессором в школе в Карлсруэ и в 1791 году амтманном в Гернсбахе около Раштатта. Эту должность он оставил в 1796 году из-за его симпатий к идеям Французской революции, после чего до конца жизни путешествовал по германским землям и занимался историко-литературными исследованиями.
Покончил с собой в Гейдельберге, выпрыгнув с верхнего этажа дома: причиной этого стал арест Наполеоном французского генерала Моро, обвинённого в государственной измене и бывшего близким другом Поссельта, по причине чего у последнего стало прогрессировать психическое расстройство.
Главные труды его авторства (в основном представляли собой компиляции, но современниками оценивались высоко): «Gesch. der Deutschen» (Лейпциг, 1789—1790; новое издание — 1838), «Taschenbuch fur d. neueste Geschichte» (Нюрнберг, 1794—1803) и «Europäische Annalen» (Тюбинген, 1795—1804).